# Terrorismo de Estado

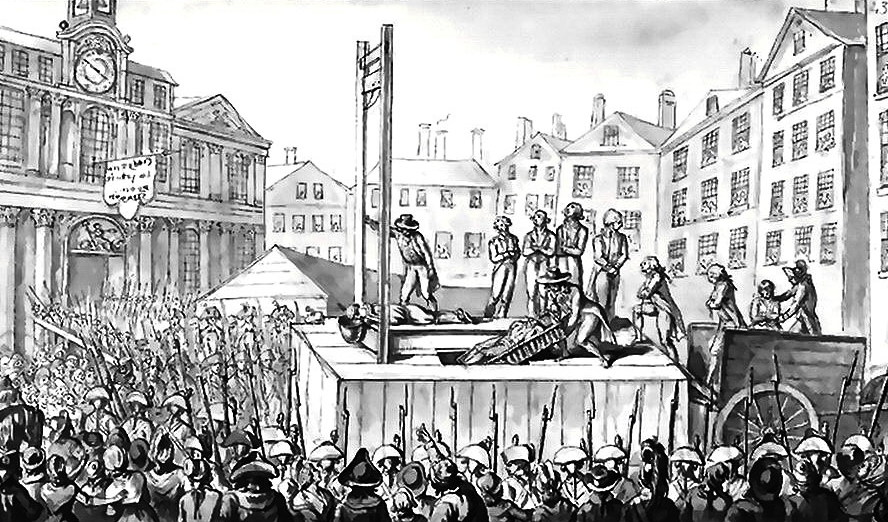
Ejecuciones durante El Terror en Francia.

El terrorismo de Estado es la utilización de métodos ilegales de carácter clandestino por parte de un Estado contra sus oponentes. Los politólogos Ignacio Sánchez-Cuenca y Luis de la Calle advierten que no debe confundirse con la represión estatal por lo que insisten en que «el terrorismo de Estado se produce cuando este lanza operaciones secretas o encubiertas contra sus rivales, es decir, cuando operan en condiciones de clandestinidad».

## Origen
El concepto tuvo su origen en Argentina entre 1983 y 1984, en momentos que la última dictadura era desalojada del poder y los crímenes de lesa humanidad sistemáticamente cometidos en su transcurso, por orden de las máximas jerarquías del Estado, bajo el amparo del Poder Judicial, comenzaban a ser revelados a la opinión pública.
Su origen fue la expresión "Estado terrorista" creado por Eduardo Luis Duhalde como título de su libro El estado terrorista argentino publicado en 1983. De allí derivó el concepto de "terrorismo de Estado", ampliamente aceptado en adelante.
El término puntual de "terrorismo de Estado" ya figura, si bien incidentalmente, en el informe oficial Nunca mas, realizado por la Comisión Nacional sobre la Desaparición de Personas (CONADEP) y publicado en septiembre de 1984, en sus "Conclusiones":

Es posible afirmar que -contrariamente a lo sostenido por los ejecutores de tan siniestro plan- no solamente se persiguió a los miembros de organizaciones políticas que practicaban actos de terrorismo. Se cuentan por millares las víctimas que jamás tuvieron vinculación alguna con tales actividades y fueron sin embargo objeto de horrendos suplicios por su oposición a la dictadura militar, por su participación en luchas gremiales o estudiantiles, por tratarse de reconocidos intelectuales que cuestionaron el terrorismo de Estado o, simplemente, por ser familiares, amigos o estar incluidos en la agenda de alguien considerado subversivo.

Nota: La negrita corresponde a la edición de Wikipedia.

## Características
El jurista Ernesto Garzón dice que el terrorismo de Estado es: "un sistema político cuya regla de reconocimiento permite o impone la aplicación clandestina, impredecible y difusa, también a personas manifiestamente inocentes, de medidas coactivas prohibidas por el ordenamiento jurídico proclamado, obstaculiza o anula la actividad judicial y convierte al gobierno en agente activo de la lucha por el poder."
La Enciclopedia Encarta define al terrorismo de Estado como el:

”Uso sistemático, por parte del gobierno de un Estado, de amenazas y represalias, considerado a menudo ilegal dentro incluso de su propia legislación, con el fin de imponer obediencia y una colaboración activa a la población.

Una aproximación al tema es señalar que el monopolio de la fuerza pertenece al Estado para poder cumplir sus fines, pero con la obligación de usarlo de acuerdo a las leyes, por lo cual:

”Cuando el Estado a través de sus gobernantes reprime a la población, la hostiga, la persigue, de modo sistemático, para poder llegar a dominarla a través del temor, evitando cualquier acto de resistencia a la opresión, esa manera de actuar recibe el nombre de terrorismo de Estado, que es un abuso de su poder coactivo, donde los civiles son secuestrados, torturados o asesinados, sin juicio previo, o sin las garantías del debido proceso.”

### Acciones consideradas como parte del terrorismo de Estado
1. Uso de la coacción o persecución ilegítima, el secuestro, desapariciones forzosas, la tortura, el asesinato o ejecución extrajudicial.
2. Creación, normalmente en secreto, de organizaciones terroristas clandestinas convencionales -reales o simuladas-, apoyo a las mismas o negligencia deliberada en su persecución. Estas organizaciones se presentan como extremistas de las fuerzas opositoras, lo que otorga justificación a sus promotores frente a la opinión pública.
3. Instrucción o inducción a la tropa propia para que actúe de tal manera que cause terror en la población civil del enemigo, o negativa a introducir medidas que limiten o persigan tales acciones.
4. Realización abierta de operaciones militares con el mismo objetivo, que se suelen denominar "encaminadas a romper la moral del enemigo", normalmente mediante el uso de armas estratégicas u otro armamento cuyas características produzcan un grave estado de inseguridad y temor en la población civil.
5. Creación de una política de emigración que impida a la propia población el abandono del país, bajo pena de prisión o muerte, o bien la promoción del exilio personas desafectas y críticas con el gobierno.[cita requerida]

## Terrorismo internacional
El terrorismo internacional, es aquel en el que el Estado es el protagonista principal de los actos terroristas aunque pueden no serlo de manera directa.

"Un Estado que aplica el terror lo suele hacer principalmente de forma interna; sin embargo, aunque muchos incidentes de terrorismo internacional son realizados por grupos no gubernamentales, otros pueden tener apoyo estatal directo o indirecto."  Dichos actos repercuten a nivel internacional.
"El terrorismo internacional comprende los incidentes con consecuencias internacionales: aquellos en los que los terroristas van al extranjero para realizar sus objetivos o seleccionar a sus víctimas por su conexión con un Estado extranjero (diplomáticos, ejemplos de empresas extranjeras), los ataques a líneas aéreas o vuelos internacionales, o el secuestro de un avión para que se dirija a otro país."
El terrorismo internacional se manifiesta contra miembros de un Estado al que se desea coaccionar, estos actos afectan la relación entre naciones. 
"El terrorismo internacional comprende los incidentes con consecuencias internacionales: aquellos en los que los terroristas van al extranjero para realizar sus objetivos o seleccionar a sus víctimas por su conexión con un Estado extranjero (diplomáticos, ejemplos de empresas extranjeras), los ataques a líneas aéreas o vuelos internacionales, o el secuestro de un avión para que se dirija a otro país."
"El incremento de los ataques terroristas contra la comunidad diplomática está estrechamente relacionado con las guerras entre naciones y con las guerras civiles."
En el ámbito de la filosofía política existe polémica con respecto a lo que constituye actos de terrorismo de Estado o no. [cita requerida]

## África

### Uganda
Durante la dictadura de Idi Amin también se practicó el terrorismo de Estado, gobernando el país con apoyo de los militares durante una década (1971-1979). Su gobierno se cobró las vidas de entre 300.000 y 500.000 ugandeses, e hizo desaparecer la minoría empresarial indo-oriental de Uganda. 

## América

### Argentina
El Terrorismo de Estado terminó en 1983, y la situación de los derechos humanos en Argentina ha mejorado mucho. Al abrirse la posibilidad de condenar por genocidio los crímenes de Estado durante ese período, se ha comenzado a juzgar a militares, sacerdotes, policías, entre otros. Sin embargo, el destino de muchos de los desaparecidos durante la dictadura militar sigue siendo un enigma. Por muchos años, leyes conciliatorias evitaron la investigación y el castigo, habiéndose condenado sólo a los jefes de las cúpulas militares, indultados años después. Finalmente han sido anuladas y algunas investigaciones comienzan a reactivarse. Niños, ahora adultos, que fueron arrancados de los brazos de sus madres desaparecidas, siguen viviendo con sus familias adoptivas (muchas veces parientes o amigos de los mismos asesinos de sus padres). Sus abuelos y familiares (nucleados en la asociación Abuelas de Plaza de Mayo) los siguen buscando hasta la actualidad.
En 1955 un sector de la Armada junto con sectores del antiperonismo bombardearon la Plaza de Mayo el 16 de septiembre causando más de 350 muertos y 2000 heridos, el acto fue declarado décadas más tarde como delito de lesa humanidad y como un acto de terrorismo de Estado. En 1955 durante la dictadura de Pedro Eugenio Aramburu se intervinieron todos los sindicatos y la Confederación General del Trabajo (CGT), y se dispuso el encarcelamiento de más de 9000 dirigentes sindicales. se inhabilitaron más de 150 000 delegados de fábricas y se encarcelaron cientos de dirigentes justicialistas. A mediados de octubre de 1956 Comandos Civiles atacaron los locales sindicales y los tomaron a punta de pistola. produciéndose cientos de casos de torturas y vejaciones a presos políticos. En 1956 durante la misma dictadura se produjeron los Fusilamientos de José León Suárez donde se reimplantó la pena de muerte en Argentina, prohibida por la Constitución desde 1853, este hecho fue considerado uno de los primeros antecedentes de terrorismo de Estado a gran escala en Argentina.

### Chile

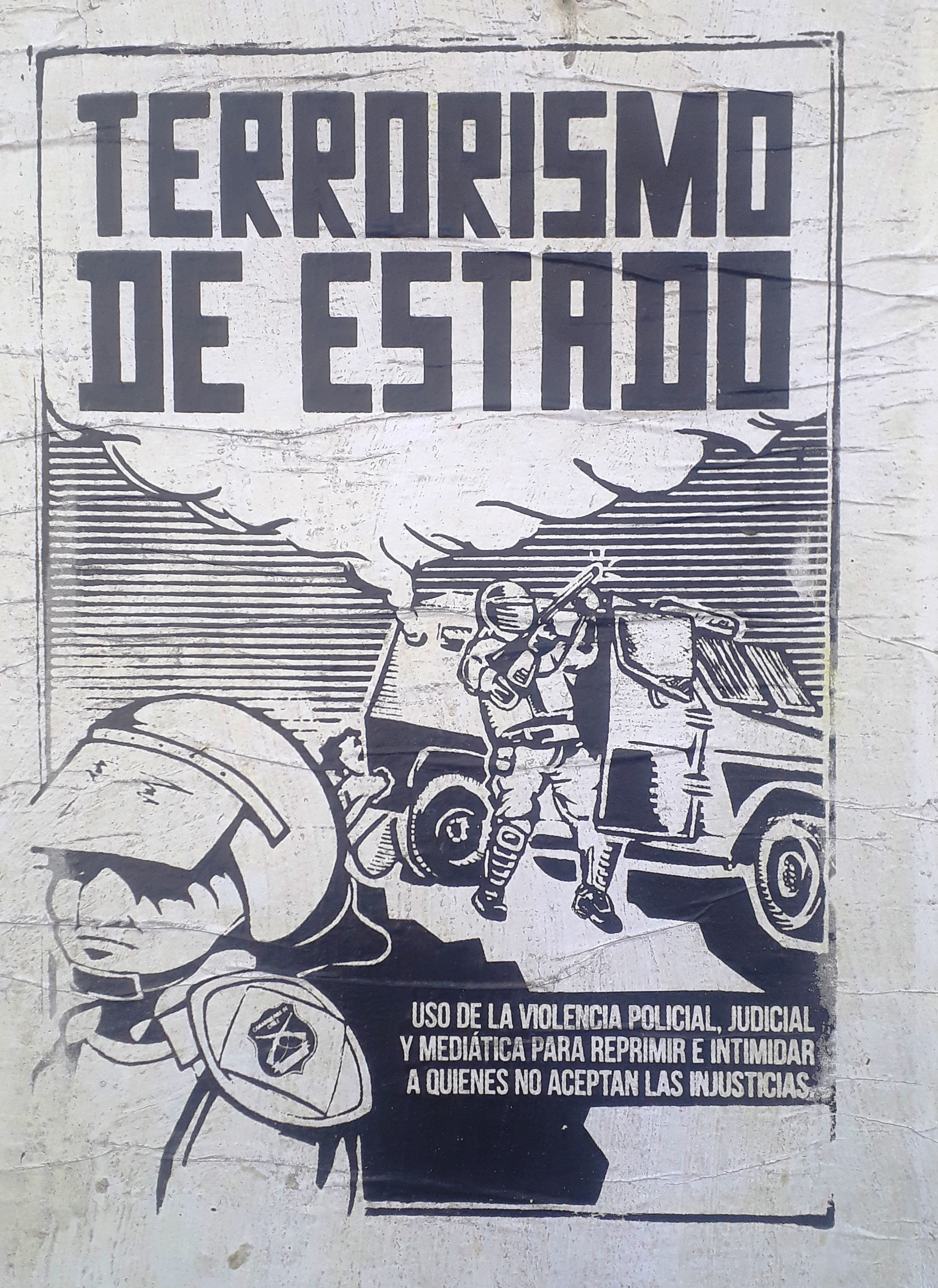
Cartel acusando de terrorismo de estado al gobierno chileno durante las protestas chilenas de 2019-2020.

Durante la dictadura de Augusto Pinochet se violaron sistemáticamente los derechos humanos. Según la Comisión Valech las víctimas directas ascienden a cerca de 35 000 personas, de las cuales 28 000 resultaron torturadas, 3400 mujeres violadas, y unas 3000 resultaron fallecidas por obra de agentes del Estado. Con la vuelta a la democracia en 1990, han sido condenados algunos de los involucrados en diversos actos realizados por medio de la Dirección de Inteligencia Nacional, conocida por el acrónimo DINA.
Durante el Estallido social, distintos informes internacionales de Derechos Humanos, señalan al Gobierno del Presidente de la República Sebastián Piñera Echenique de hacer uso de medidas que son consideradas por algunos como "terrorismo de estado". Se destaca además en distintos medios la declaración del Presidente: "Estamos en Guerra"; el que, presuntamente, justificaría los diversos actos de represión cometido por Carabineros de Chile y el Ejército.De acuerdo a un informe emitido por el Instituto Nacional de Derechos Humanos existen hasta el momento 6 querellas por homicidios, 9 por homicidio frustrado, cuatro violaciones y 84 abusos sexuales, 458 querellas por tortura, 241 heridas oculares entre las que destacan 2 estallidos oculares y 5 perdidas oculares debido a balines disparados por las Fuerzas Especiales de Carabineros.
Se destaca, además, un llamado de atención de parte de la ONU respecto de la denominada "Ley antisaqueos", ya que atentaria contra el derecho de libre reunión y asociación. Según el relator del Alto Comisionado de la ONU  para los  Derechos Humanos hay falta de claridad en la ley, dejando a libre interpretación su aplicación, así como el hecho de que la autoridad no ha determinado cómo garantizará los derechos básicos de los ciudadanos.

### Colombia
El terrorismo ha sido una constante durante la historia de Colombia: durante la época de la violencia (1925-1958), desde el Estado con acciones de las Fuerzas Militares y grupos paramilitares como los pájaros y los chulavitas o la muy conocida Masacre de las bananeras (1928),el cual el ejército reprimió a los manifestantes que se oponian al entonces United Fruit Company,que Incluso Gabriel García Márquez le dedicó un Libro Llamado '' Cien años de Soledad'',Durante el conflicto armado interno (desde 1960), el terrorismo ha sido ejercido por los distintos actores durante el conflicto, en distintas ocasiones el Estado colombiano ha sido acusado de cometer terrorismo de Estado. A través de la alianza entre la Fuerza Pública (Fuerzas Militares y Policía Nacional) y los grupos paramilitares (autodefensas regionales, AAA, MAS, Convivir, AUC, entre otros) para combatir a la subversión armada (FARC-EP, ELN, EPL, M-19, entre otros) y contra movimientos sociales y políticos opositores al Estado o contrarios a las políticas del gobierno colombiano. Los casos más conocidos de terrorismo de Estado en Colombia son:
- El Estatuto de seguridad durante el gobierno de Julio César Turbay (1978-1982).[23]
- La guerra sucia contra militantes de izquierda, guerrilleros amnistiados y el exterminio de la  Unión Patriótica, el Movimiento A luchar entre otros. Desde los años 1980.[24]
- Escándalo de los falsos positivos en el gobierno de Álvaro Uribe (2002-2010), práctica presente en Colombia desde 1978 con el asesinato de civiles inocentes, presentándose luego bajas en combate, o como resultados judiciales.[25]
- Asesinato sistemático y persecución contra los líderes sociales, con la ineptitud del Estado para prevenir estos casos.[26]
- Actuaciones de la Policía Nacional y el Escuadrón Móvil Antidisturbios (ESMAD), contra las protestas y movilizaciones sociales.[27][28][29]

Actualmente gracias a la Jurisdicción Especial para la Paz creada como consecuencia de los Acuerdos de paz entre el gobierno y las FARC-EP, la Fiscalía General de la Nación y otras entidades u organizaciones ha entregado informes sobre estos y otros casos.

### Guatemala
Genocidio de población maya durante la guerra civil de 1960-1996, acciones de terrorismo de Estado acompañaron la violencia política contra sindicatos, organizaciones estudiantiles, obreras, campesinas y eclesiásticas. Estrategia de tierra arrasada en territorios con presencia guerrillera implicaron el exterminio de comunidades rurales enteras con actos como violaciones sistemáticas, asesinato de mujeres embarazadas, sólo dejando vivos a algunos testigos para que difundieran el terror vivido.

### El Salvador
Las estrategias contrainsurgentes utilizadas por el Estado salvadoreño durante el siglo XX constituyeron acciones de terrorismo, validando estructuras paralelas de exterminio tales como los Escuadrones de la Muerte y utilizando técnicas como la tortura y el genocidio. [cita requerida]
Es así como se suprimían todas las protestas por medio de represión sistemática de manos de los órganos de seguridad del Estado desde la supresión del levantamiento comunista de 1932 que culminó en la matanza de los pueblos indígenas, y luego -ya entrada la guerra civil de El Salvador-, el Gobierno salvadoreño utilizó la bandera del anticomunismo para torturar, desaparecer, asesinar y acabar con poblaciones enteras entre las cuales se mencionan muchas masacres como la de El Mozote, El Sumpul, Las Hojas, Las vueltas y otras más como práctica de las enseñanzas impartidas aplicadas a la contrarrevolución y al aplastamiento del FMLN en los años 1980. La Guerra Civil, en la cual participaron la guerrilla del FMLN y el ejército -apoyado por el gobierno estadounidense- dejó un saldo de más de 70 mil muertos, entre las cuales se incluyeron a religiosos (por aplicar o ser cercanos a la doctrina de la Teología de la Liberación), estudiantes (por sospechas de ser semillas del comunismo internacional), campesinos y campesinas (por ser potenciales fuentes de apoyo a la guerrilla) y a población civil en general, víctima de los bombardeos, violaciones y desapariciones forzadas por parte del ejército salvadoreño.[cita requerida]
El Estado salvadoreño tenía entre sus filas a políticos ligados con los Escuadrones de la Muerte. Uno de los más destacados alumnos de la Escuela de las Américas, patrocinada por el Gobierno de EUA, fue el mayor Roberto d'Aubuisson Arrieta, fundador del partido ARENA, conocido por sus instructores como "Bob Thorch", por aprender la técnica de quemar con antorchas a las personas que torturaban en los interrogatorios. Posteriormente este personaje crea, organiza y dirige el asesinato del arzobispo monseñor Óscar Arnulfo Romero, acción que se considera como la chispa que desata la guerra civil. Miles de personas fueron torturadas, asesinadas y desaparecidas en esos años con métodos similares a los enseñados en la Escuela de las Américas.[cita requerida]

### Paraguay
Dictadura en el Paraguay de Alfredo Stroessner: durante su régimen (1954-1989) fueron eliminadas entre 3000 y 4000 personas, debido a sus tácticas de represión contra los comunistas y a los que se oponían al régimen, empleando la tortura, el secuestro, asesinatos políticos y el crecimiento de la corrupción.
Luego de la crisis política en Paraguay de 2012, volvieron a surgir acusaciones de terrorismo de Estado respecto a la masacre de Curuguaty, en la que habrían tenido lugar detenciones arbitrarias y ejecuciones extrajudiciales, y respecto al asesinato posterior de líderes campesinos de la zona. Desde la caída de Stroessner se registraron en Paraguay 129 asesinatos de líderes campesinos

### Perú
Algunos eventos de la historia del Perú republicano han sido caracterizadas retrospectivamente como casos de terrorismo de Estado, tales como la masacre de Parcona a inicios del siglo XX;[cita requerida] el bombardeo masivo de la ciudad de Trujillo en 1932 contra la sublevación de Trujillo; la masacre de 1964 contra el pueblo matsés,[cita requerida] o la colaboración del gobierno de Francisco Morales-Bermúdez con el Plan Cóndor.
El concepto de terrorismo de Estado —o, según dijo Carlos Basombrío Iglesias, el surgimiento de una «guerra sucia»— alude principalmente al periodo de violencia 1980-2000, iniciado por la insurgencia armada de Sendero Luminoso, en el que se registraron los principales eventos y crímenes perpetrados por agentes del Estado que han sido considerados terrorismo de Estado. Se creía que se aplicaba la lógica militar en lugar de la lógica política, posible debido a que la población limeña quería «mano dura». El Informe Final elaborado por la Comisión de la Verdad y la Reconciliación (CVR) en el año 2003 documentó de los numerosos casos de muertes y desapariciones en donde la responsabilidad recae exclusivamente en el Estado. Sin embargo, la CVR no utilizó la categoría «terrorismo de Estado» para ninguno de los crímenes contra los derechos humanos cometidos por agentes del Estado durante ese conflicto armado y tampoco ha sido utilizada por ningún tribunal nacional.
Se documenta el asesinato de más de 25 000 personas por parte de agentes del Estado ─Policía, Ejército y Marina─, a lo largo de tres presidencias diferentes como son las de Fernando Belaúnde (1980-1985), Alan García (1985-1990) y Alberto Fujimori (1990-2000). Que puede ser concebida como sistemática e institucionalizada.[cita requerida] Se han descubierto fosas comunes de civiles asesinados durante estos regímenes, atribuidas a algunas divisiones de las fuerzas armadas de estos gobiernos.
Durante el Gobierno de Belaunde se registran varias masacres, siendo alguna de ellas: Genocidio matsé, Masacre de Soccos, masacre de Pucayacu, desapariciones, torturas y ejecuciones extrajudiciales en las bases militatres Los Cabitos y Totos, masacre de putis, asesinato de campesinos en Lucmahuaycco.
Durante el gobierno de Alan García se registran algunas ejecuciones atribuidas al comando paramilitar Rodrigo Franco y Las siguientes Masacres: la Masacre de Accomarca, la masacre y detecciones arbitrarias en la base Cayara, y ejecuciones extrajudiciales un Pucara, Chumvivilcas y el Cuartel Los Laureles. También las ejecuciones del Penal Frontón y Lurigancho.
Durante el inicio de gobierno de Alberto Fujimori y agudizándose en la dictadura a partir del Autogolpe se instauró un Régimen militar, caracterizado por el control del gobierno peruano desde el servicio de inteligencia a través del asesor presidencial Vladimiro Montesinos que incluía secuestros y matanzas a opositores, acusándolos generalmente de terroristas (periodistas, profesores, estudiantes, políticos, etc.).
Durante los años de dictadura de Alberto Fujimori, se realizaron varias matanzas, siendo algunas de ellas: Universidad Nacional del Centro, Mascare de Santa Bárbara, Masacre de Barrios Altos, Asesinato de Profesores y estudiantes de la universidad La Cantuta, Masacre de Chuschi, Masacre de Pativilca, Masacre del Santa, Los asesinatos de los dirigentes estudiantiles Martin Roca  y Kenneth Anzualdo, Ernesto Castillo Páez, La Familia Ventosilla y Pedro Yauri, el asesinato del dirigente sindical Pedro Huilca. Las ejecuciones en los hornos del sótano del Pentagonito, también las ejecuciones extrajudiciales en el Penal Canto Grande.

### México
Durante la década de 1960 y 1970 en México se vivieron episodios de terrorismo de Estado. La represión del Movimiento de 1968 en la Plaza de las Tres Culturas en Tlatelolco, retrata el posicionamiento del gobierno en turno hacia las demandas de las clases obreras y estudiantiles. Por aquella represión, se registraron oficialmente 70 muertos, pero las cifras extraoficiales los indican en miles; además, existieron desapariciones forzadas.
El gobierno creó agrupaciones paramilitares como el Batallón Olimpia, Los Halcones y la Brigada Blanca para "aplastar" a los “guerrilleros” o "comunistas" en México. La Brigada Especial, como se le llamó oficialmente a la Brigada Blanca, que integró en junio de 1976 un grupo con 240 elementos, entre policías del D.F. y del Estado de México; militares y personal de la Dirección Federal de Seguridad (DFS), así como de la Policía Judicial Federal, para “investigar y localizar por todos los medios a los miembros de la llamada Liga Comunista 23 de Septiembre. De acuerdo con varios afectados el operativo dejó un número de muertos que supera los 500. La Brigada Blanca fue disuelta en 1983, pero a más de 25 años de su desaparición muchas de sus actividades e ilícitos siguen impunes, a pesar de la Fiscalía Especial,creada durante el sexenio de Vicente Fox, para aclarar los delitos durante la "Guerra Sucia" en México.
Los diversos gobiernos mexicanos en esa etapa realizaron terrorismo de Estado contra algunos sindicatos o personas de la población civil que no estaban de acuerdo con el régimen estatal. Personajes como Arturo "El Negro" Durazo o Miguel Nazar Haro son muestra representativa de los excesos policiales durante estos años.
En 1971 ocurrió otro contacto de terrorismo cometido por el gobierno mexicano contra la población "sin armas ", ocurrida contra los estudiantes de Tlatelolco .La función del grupo paramilitar llamado "halcones" fue provocar terror en contra de quienes marchaban en una manifestación pacífica, pero su principal función fue hacer huir a los manifestantes para prevenir cualquier otro ataque semejante a los hechos ocurridos en 1968.

### Venezuela
Desde el establecimiento del chavismo como corriente política en Venezuela a finales de los años 1990, se crearon grupos sociales de tipo comunitario como los círculos bolivarianos y los autodenominados “colectivos”, que han apoyado a los gobiernos de Hugo Chávez, Nicolás Maduro y al Partido Socialista Unido de Venezuela (PSUV). Estos grupos manifiestan estar dedicados a la promoción de la democracia, la participación política y actividades culturales, sin embargo la mayoría de ellos actúan como grupos paramilitares para la defensa del chavismo.
En 2019, la Asamblea Nacional de Venezuela designó a los colectivos como grupos terroristas por «sus acciones paramilitares de violencia, amedrentamiento, asesinatos y demás delitos», declarando las actuaciones de estos como terrorismo de Estado.
En 2024, la Comisión Interamericana de Derechos Humanos (CIDH) y la Relatoría Especial para la Libertad de Expresión condenaron las “prácticas de terrorismo de estado” ocurridas en el país después de las elecciones presidenciales del país el mismo año, incluyendo la "represión violenta, detenciones arbitrarias y persecución política". como consecuencia a las protestas fueron asesinadas 23 personas jóvenes.

### Uruguay
Durante la dictadura, más de 5000 personas fueron detenidas por motivos políticos. La tortura se extendió hasta el final de la dictadura uruguaya en 1985. Uruguay tuvo el mayor número per cápita de presos políticos del mundo. Casi el 20% de la población fue arrestada; algunas personas sufrían períodos más largos de encarcelamiento, mientras que otras solo eran arrestadas por períodos cortos. Los jefes del MLN fueron aislados en prisiones y sometidos a repetidos actos de tortura.
Finalmente, en el año 2015, la Secretaría de Derechos Humanos para el Pasado Reciente actualizó las cifras basándose en nuevas investigaciones y descubrimientos. Así, a 2015, se estimaba que el número de uruguayos detenidos-desaparecidos fue de 192 personas.

## Asia

### Taiwán
Durante la dictadura de Chian Kai shek se impuso la ley marcial y un sistema que no toleraba ningún tipo de disidencia política. Fue considerado un déspota por su papel en el periodo del "Terror blanco". Entre 1949 y hasta 1987, fecha del levantamiento de la ley marcial, bajo el reinado de Chiang y de su hijo, miles de personas consideradas hostiles al gobierno fueron torturadas y asesinadas.

### Camboya
El régimen de Pol Pot fue responsable del genocidio camboyano. En abril de 1975, Phnom Penh fue tomada por los maoístas, que se alzaron con el poder y renombraron el Estado como Kampuchea democrática.

### China
Durante la Revolución China (1949-1976), liderada por Mao Tse-Tung y una vez finalizada la II Guerra Mundial, se practicó el terrorismo de Estado, asesinando y torturando a millones de personas, por diferencias políticas, religiosas, entre otras. Se estima que 80 millones de personas murieron durante su gobierno. Sin contar con la invasión del Tíbet, se estima que millones de personas murieron en consecuencia directa de sus políticas, que condujeron al hambre de su pueblo, a la migración en masa de personas y a la persecución y ejecución de adversarios políticos.

### Irak
Durante la dictadura de Sadam Huseín, se ordenó el asesinato de casi 150 personas de la aldea chiita de Dual en 1982 y el encarcelamiento y tortura de al menos otras 1500, después de que se produjera un intento fallido de asesinato contra Hussein.[cita requerida] En 1988 fueron asesinados 7000 kurdos en el Ataque químico a Halabja en la región del Kurdistán iraquí [cita requerida].

### Irán
Después de proclamar la República Islámica de Irán, en 1979, el Ayatolá Jomeini aprovechó las circunstancias creadas por la guerra contra Irak (1980-88) para la eliminación progresiva y violenta de todos los actores no religiosos de la revolución: los liberales y los grupos de izquierda, incluidos los comunistas del Tudeh. Se calcula en dos millones las muertes producidas por el régimen islamista.[cita requerida] También en Irán hubo asesinatos de kurdos. A su vez, Irán ayuda a grupos terroristas como Hezbolá y Hamás mediante su financiación, entrenamiento y envío de armas, además de promover y alentar el terrorismo islamista internacional de corte fundamentalista chiita (principalmente en Irak) [cita requerida]

### Israel
Una actividad del estado de Israel, condenada repetidamente por la comunidad internacional, son los llamados asesinatos selectivos o contraterrorismo: muertes decididas por el gobierno, las fuerzas armadas u otras instancias del estado israelí, en la que no se respetan ninguno de los pasos habituales en un sistema judicial (acusación, derecho a defensa, juicio y condena), y que suelen producir víctimas entre la población civil.
Según los detractores de la política de Israel, estos asesinatos son ilegales según el artículo 3 de la Convención de Ginebra, que señala taxativamente en su punto 1d que: "están y se mantendrán prohibidos en cualquier tiempo y lugar las ejecuciones, sin previo juicio de una corte oficialmente constituida y asumiendo todas las garantías judiciales reconocidas como indispensables en los países civilizados".
Sin embargo, según Israel, dado que este artículo se aplica a toda persona que "no tome parte activa en las hostilidades, incluyendo miembros de fuerzas armadas que hayan abandonado sus armas y aquellas personas fuera de combate por enfermedad, heridas, detención o cualquier otra causa", las "ejecuciones extrajudiciales" de los miembros de grupos armados palestinos quedarían fuera del ámbito de la aplicación de dicho artículo, al considerarlos combatientes. Así, el gobierno de Israel decide a discreción quién es terrorista y quién no, sin tener que justificarlo ante ninguna instancia neutral, para a continuación recordar que la Convención de Ginebra no establece obligación alguna de juzgar a combatientes enemigos antes de ser abatidos, y utilizando el mismo argumento para destruir los "hospitales terroristas", los "pozos terroristas", los "sembrados terroristas", los "edificios terroristas" y a los civiles que en ellos se resguardan, designándolos como "escudos humanos" de los terroristas. [cita requerida]
La política de asesinatos extrajudiciales, o contraterrorismo, es presentada por las autoridades israelíes como acto de autodefensa frente al terrorismo, como una medida que se aplica para la eliminación de miembros o líderes de organizaciones terroristas directamente involucrados en el planeamiento o ejecución de un atentado. El criterio más citado es el de bomba de tiempo, es decir, un terrorista involucrado en el planeamiento o ejecución de un atentado futuro, en cuyo caso la medida tiene un valor preventivo. [cita requerida]
Los detractores de esta práctica denuncian la ilegalidad de estas eliminaciones puntuales o asesinatos selectivos (o ejecuciones extrajudiciales según otras interpretaciones), como son denominadas por Israel, al ser realizadas sin juicio previo, y al implicar habitualmente la muerte de civiles inocentes. Este hecho ha generado muchas protestas dentro de la propia sociedad israelí, en muchos casos provocando casos de desobediencia por motivos de conciencia entre los miembros del ejército involucrados en las acciones.
Según los datos propios del Centro Palestino de Derechos Humanos, desde el inicio de la segunda Intifada hasta el 3 de marzo de 2004 el ejército israelí y los colonos han causado la muerte a 2,129 civiles palestinos, de los cuales 464 eran menores de 17 años.
Del total antes mencionado, 337 murieron en estas denominadas "ejecuciones extrajudiciales", de los que 134 eran personas que se encontraban accidentalmente en el lugar del ataque, 40 de ellos niños.
El dirigente palestino más destacado asesinado por Israel fue el jeque Ahmed Yassin, fundador y «líder espiritual» de la organización Hamás. Yassin, de 66 años, parapléjico y prácticamente ciego desde su niñez, murió al ser alcanzado por misiles disparados desde un helicóptero israelí; en el ataque murieron otros siete integrantes de Hamás, y quince personas más fueron heridas, entre ellos los propios hijos de Yassin.
Recientemente las ejecuciones extrajudiciales incluyen la inyección de veneno.
El 17 de septiembre, un ataque atribuido a Israel hizo explotar numerosos buscas pertenecientes a miembros de Hezbolá y causó un total de doce muertos y unos 2800 heridos, trescientos de ellos en estado crítico. Dos de los muertos por este ataque eran niños, incluida una niña de diez años. Entre los heridos se contaban numerosos civiles, incluidos médicos y enfermeros. La gran mayoría de los heridos que acudieron a los hospitales libaneses vestían ropas de civiles. Al menos 1800 personas tuvieron que ser hospitalizadas y 460 de ellas requirieron operaciones quirúrgicas. Al día siguiente, un nuevo ataque hizo explotar los walkie-talkies del grupo, causando al menos veinticinco muertos y seiscientos heridos. Ese mismo día, el ejército israelí desplazó a la frontera con el Líbano a su 98.ª División, compuesta por entre 10.000 y 20.000 soldados. Tanto Human Rights Watch como el Alto Comisionado de las Naciones Unidas para los Derechos Humanos, Volker Türk, advirtieron de que el uso de bombas trampa constituye un crimen de guerra.

### Siria
Desde 1962 se encuentran suspendidas la gran mayoría de las leyes constitucionales que protegen a los ciudadanos. Fue entonces cuando el régimen instaló un estado policial, suprimiendo toda manifestación pública en discrepancia con el gobierno. Los reclamos civiles durante todos estos años fueron reprimidos con gran severidad, provocando en ocasiones decenas de miles de muertes, como en la masacre de Hama de 1982, donde fueron asesinados a manos del ejército sirio entre 20.000 y 40.000 (acorde al Comité de Derechos Humanos de Siria) ciudadanos, y donde la mayoría de las víctimas fueron civiles. El ataque fue descrito como uno de "los actos individuales más mortíferos por algún gobierno árabe contra su propio pueblo en el moderno Oriente Medio".
Desde enero de 2011, la población siria salió a las calles exigiendo profundos cambios en el gobierno. Como respuesta el gobierno sirio realiza desde entonces asedios, bombardeos y destrucción total o parcial de varias ciudades. Unos 7,000 civiles fueron asesinados
 y otros 60 000-80 000 fueron detenidos, torturados o desaparecidos.

### Turquía
El Estado de Turquía deportó y masacró a un número indeterminado de civiles armenios, calculado aproximadamente en la muerte de entre un millón y medio y dos millones de personas, durante el gobierno de los Jóvenes Turcos, en el Imperio otomano, desde 1915 hasta 1917, durante la Primera Guerra Mundial y es considerado como uno de los mayores genocidios de la historia.
Desde 1991, el ejército turco bombardeó y quemó aldeas kurdas para obligar a sus habitantes a abandonarlas; otras fueron cercadas o sometidas a estrecha vigilancia para forzar a sus habitantes a mudarse. Entre 2500 y 3000 aldeas fueron destruidas y entre 2 y 3 millones de kurdos tuvieron que escapar y realizar desplazamientos forzados hacia las ciudades o hacia el oeste de Turquía. En Izmir, Adana y Estambul se crearon amplios asentamientos habitados por los refugiados kurdos en estas ciudades.
En 1994, la diputada kurda Leyla Zana fue condenada a 14 años de cárcel por pronunciar una frase en kurdo durante un acto público. Fue liberada en 2004 y en 2005 el Tribunal Europeo dictaminó una compensación de 9000 € a Zana por parte del gobierno turco. En sus últimas declaraciones públicas, Leyla Zana ha seguido defendiendo la autonomía del Kurdistán turco. Por esa razón fue condenada en diciembre de 2008 a una nueva pena de 10 años de prisión.
En 2009 Turquía comenzó un sistemático proceso de persecución política a las organizaciones sociales, políticas y populares del pueblo kurdo. Desde entonces se encuentra clausurado el principal partido kurdo, el DTP (Demokratik Toplum Partisi, Partido de la Sociedad Democrática) y se ha encarcelado sin debido proceso y ni cargo sólido, a miles de representantes políticos, parlamentarios, alcaldes, sindicalistas, académicos e intelectuales, estudiantes, defensores de derechos humanos, por el solo crimen de apoyar la causa kurda o pertenecer al pueblo kurdo.
En diciembre de 2011 la Fuerza Aérea de Turquía realizó un bombardeo contra supuestos separatistas kurdos del Partido de los Trabajadores del Kurdistán en el norte de Irak, motivando la masacre de 35 civiles inocentes.

## Europa

### Alemania
En la Alemania del Tercer Reich se practicó el terrorismo de Estado, asesinando, primero en Alemania nazi y luego en el resto de la Europa ocupada, a millones de personas (se habla de 6 000 000 de víctimas, sin embargo no hay una cantidad documentada), la mayoría judíos, por teorías racistas y supremacistas (Holocausto); y otras 5 000 000 de personas por diferencias políticas, raciales, religiosas, orientación sexual, etc. Sus sistemas de aniquilación son bien conocidos: cámaras de gas, experimentos médicos y científicos con seres humanos, campos de concentración, etc.

### España
Además del terrorismo de la época de la guerra civil (véase el Terror Rojo y el Terror Blanco en España), durante la dictadura de Francisco Franco, a partir de 1939, se practicó el terrorismo de Estado, donde, entre otras acciones, se fusiló a más de 50.000 ciudadanos por diferencias políticas, etc. y encarcelaron otros cientos de miles.
De acuerdo a publicaciones de historiadores de la talla de Julián Casanova o Paul Preston, y precisamente de este último en su libro El holocausto español, la cifra aproximada es de 150.000 víctimas inocentes a manos de los sublevados. En 2008, el recuento del juez Baltasar Garzón sobre la represión en zona nacional reunió 143.353 víctimas.
Durante la dictadura franquista, en España funcionaron varios campos de concentración coordinados por el Servicio de Colonias Penitenciarias Militarizadas, creado el 8 de octubre de 1939, y dependiente del Estado Mayor del Ejército. Terminaron en estos campos de concentración más de medio millón de prisioneros, desde excombatientes del bando republicano o disidentes políticos hasta homosexuales y presos comunes. Se caracterizaron por la explotación laboral de los prisioneros, organizados en batallones de trabajadores, en los que los prisioneros políticos eran utilizados sistemáticamente como esclavos y donde en muchos casos los internados morían por causa de las sumamente malas condiciones de vida y trabajo a las que se encontraban subyugados. Los campos de concentración franquistas eran, al igual que sus homólogos nazis, centros destinados fundamental y casi exclusivamente a la pura y simple ejecución de sus internados.
Finalizada la dictadura se produjeron numerosos casos del denominado terrorismo de extrema derecha hasta principios de los años 1980. Operaron bajo diversos nombres como la Alianza Apostólica Anticomunista (AAA o "Triple A"), Antiterrorismo ETA (ATE), Grupos Armados Españoles (GAE), Guerrilleros de Cristo Rey, Batallón Vasco Español (BVE) y otros de menor resonancia, como los Comandos Antimarxistas, esencialmente dedicados a la violencia callejera contra personas de ideas contrarias. En palabras de un antiguo militar que formó parte de estos grupos, «eso sólo son siglas, nombres que van saliendo y que se van utilizando conforme se necesita». La tutela de los atentados la tenían agentes del servicio secreto franquista SECED (Servicio Central de Documentación), con dinero y manos libres para actuar al margen de la Ley. Como consecuencia de sus acciones resultaron muertas unas 66 personas, desde militantes de ETA hasta abogados laboralistas de izquierdas (la matanza de Atocha) o sindicalistas de la CNT (Caso Scala), pasando por los izquierdistas asesinados en 1976 durante los denominados sucesos de Montejurra, y ciudadanos que no tenían ninguna relación con la política.
Estos grupos estaban constituidos por elementos civiles, policías y militares, todos ellos afectos al régimen anterior. Los grupos tuvieron vínculos más o menos estrechos con organizaciones terroristas neo-fascistas europeas y americanas y también con grupos de extrema derecha legales como Fuerza Nueva. Su objetivo era eliminar a quienes consideraban "enemigos de la Patria" y contribuir a la desestabilización de la naciente democracia. Conforme ésta fue consolidándose, y tras el fallido golpe de Estado del 23-F, fueron debilitándose, a partir de 1982 se pueden considerar desaparecidos. Se cree que muchos de los antiguos militantes del terrorismo de Estado fueron utilizados para constituir los primeros Grupos Antiterroristas de Liberación (GAL), que actuaron durante los gobiernos de Felipe González.
Otros episodios de terrorismo de Estado tuvieron lugar el 15 de enero de 1978 en Barcelona. Ese día se produjo la muerte de 4 personas durante un incendio en una conocida discoteca de la ciudad, sucesos conocidos como Caso Scala, en el cual supuestamente el Estado llevó a cabo acciones para desestabilizar el creciente movimiento anarquista en Cataluña [cita requerida].
El 5 de abril de 1978, durante el segundo gobierno Suárez, el líder del MPAIC (organización independentista canaria que durante esa época operaba a través de grupos terroristas) Antonio Cubillo resultó gravemente herido en un intento de asesinato en su domicilio en Argel, lugar donde orquestaba todas las operaciones de la organización independentista, la víspera de la cumbre en la ONU a la que este iba a asistir para hablar del "problema colonial canario". Las diligencias judiciales sobre dicho atentado consideraron probado que el intento de asesinato fue organizado desde instancias del Ministerio del Interior español.
De 1983 a 1987, durante el gobierno socialista de Felipe González en España, se llamó guerra sucia en España a las acciones desarrolladas por los Grupos Antiterroristas de Liberación (GAL), que asesinaron, secuestraron y torturaron a presuntos miembros de la organización terrorista ETA, así como ciudadanos españoles y franceses sin ningún tipo de relación con la banda. Muchos de los mercenarios que habían formado parte de los escuadrones de la muerte tardo franquistas se integraron en estos grupos.
El Tribunal Supremo, en Sentencia de julio de 1998, condenó por el caso del secuestro de Segundo Marey al exministro de Interior socialista José Barrionuevo, al secretario de Estado para la Seguridad Rafael Vera, y al gobernador civil de Vizcaya Julián Sancristóbal a diez años de cárcel; a Francisco Álvarez, Miguel Planchuelo y José Amedo a nueve años y seis meses; a Ricardo García Damborenea, secretario general del PSOE en Vizcaya, a siete años; a los expolicías Julio Hierro y Francisco Saiz Ojeda a cinco años y seis meses; a los exagentes José Ramón Corujo y Luis Hens a cinco años, y a Michel Domínguez a dos años y cuatro meses.
En septiembre de 1998 ingresaron en la cárcel, Barrionuevo y Vera, condenados a diez años de prisión, y tres meses después fueron excarcelados gracias a un indulto parcial del gobierno presidido por José María Aznar del Partido Popular.

### Unión Soviética
La Gran Purga o el Gran Terror (en ruso: Большой террор), también conocido como el Año del 37 (37-ой год, dios Tridtsat sedmoi) o Yezhovschina (período de Yezhov), fue la campaña de Iósif Stalin de represión política en la Unión Soviética sufrida entre 1936 y 1938. El Gran Terror implicó una represión a gran escala del campesinado, limpieza étnica, purgas del Partido Comunista, funcionarios gubernamentales y el Ejército Rojo, vigilancia policial generalizada, sospecha sistemática sobre presuntos saboteadores y contrarrevolucionarios, encarcelamiento y ejecuciones arbitrarias. Los historiadores estiman que el número total de muertes debido a la represión estalinista en 1937-1938 estuvo entre 950 000 y 1,2 millones.

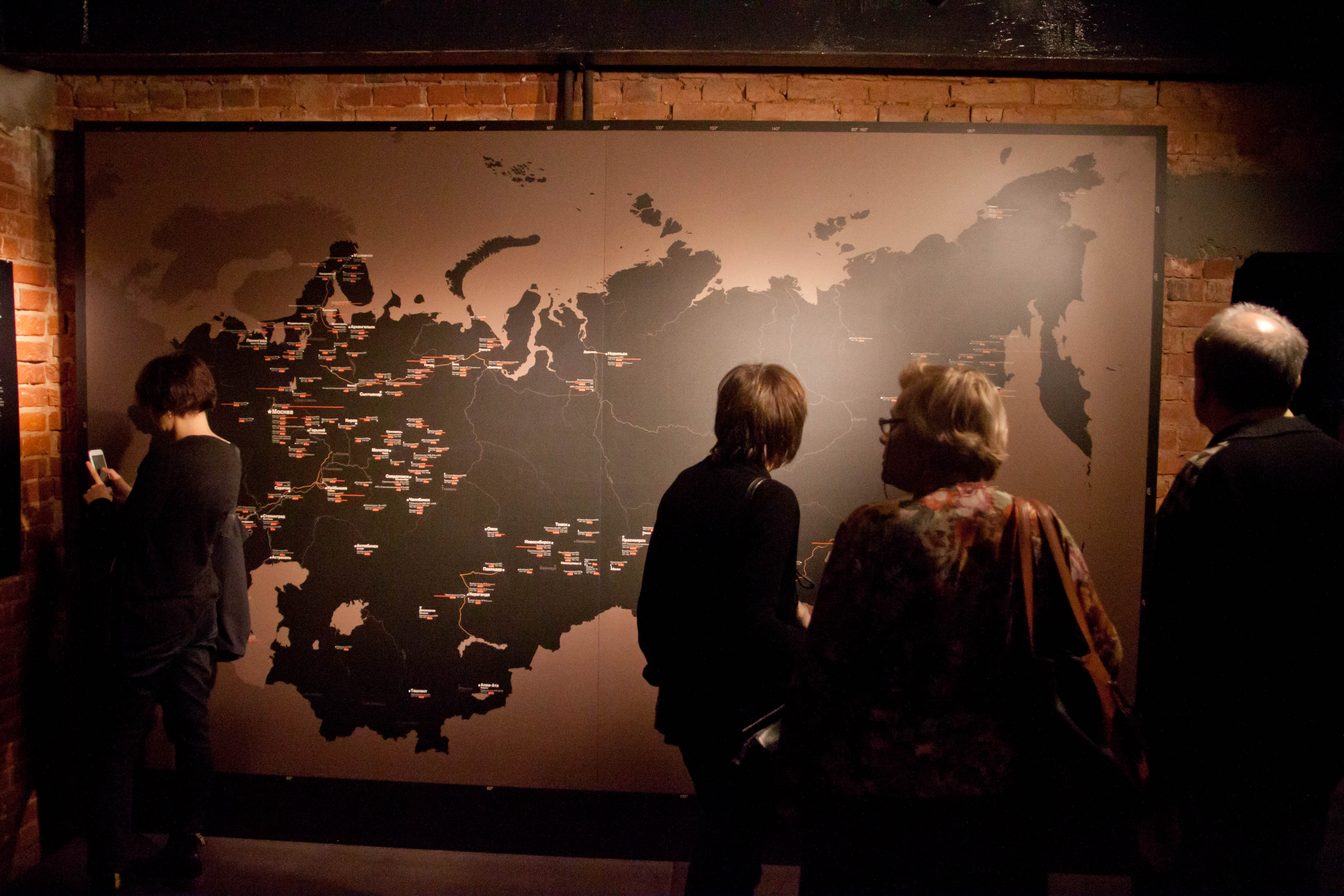
Mapa de los campos de concentración de lósif Stalin, Museo de los Gulag, Moscú

A lo largo de la historia de la Unión Soviética, millones de personas sufrieron la represión política, la cual fue un instrumento del Estado desde la Revolución de Octubre (ver Terror Rojo), especialmente, durante la era de Stalin, luego declinó pero continuó existiendo durante el "Deshielo de Jrushchov", seguido por una mayor persecución de los disidentes soviéticos durante el estancamiento de Brezhnev, y no desapareció hasta finales del gobierno de Mijaíl Gorbachov cuando se le dio fin, de acuerdo con las políticas de glasnost y perestroika. Ciudadanos prominentes de los distintos pueblos que componían la antigua Unión Soviética fueron, a menudo, tomados rehenes y ejecutados si estos no se rendían ante las fuerzas de seguridad del Estado soviético.

### Operación Gladio
Operación Gladio fue el nombre en clave de las operaciones clandestinas de «resistencia armada» de la llamada «Red Stay Behind» planeadas por la Organización del Tratado de Bruselas, y posteriormente por la OTAN, en caso de una hipotética invasión y conquista de Europa occidental por parte del Pacto de Varsovia. Aunque Gladio se refiere específicamente a la rama italiana de las organizaciones respaldadas por la OTAN, «Operación Gladio» se utiliza como un nombre informal para todas ellas. Se prepararon operaciones de resistencia en muchos países miembros de la OTAN y en algunos países neutrales como Suiza.
El papel de la Agencia Central de Inteligencia (CIA) en Gladio —el alcance de sus actividades durante la Guerra Fría y cualquier responsabilidad por los ataques terroristas perpetrados en Italia durante los Años del Plomo -son objeto de debate. La resolución del Parlamento Europeo sobre Gladio concluyó que los servicios secretos militares en ciertos Estados miembros estaban involucrados en delitos graves y actos terroristas, independientemente de si sus superiores lo sabían o no. El informe también instaba a que los poderes judiciales de los países en los que operaban esos ejércitos hicieran investigaciones para que se revelara su modus operandi y su extensión real.
Hasta la fecha, solo Italia, Suiza y Bélgica han tenido investigaciones parlamentarias sobre el asunto. El juez Guido Salvini, que trabajaba en la Comisión de Masacres de Italia, descubrió que las organizaciones terroristas de extrema derecha de los «años de plomo», La Fenice, Vanguardia Nacional y Ordine Nuovo, eran las tropas de trinchera de un ejército secreto, controlado remotamente por exponentes del aparato del Estado y vinculado con la CIA. Salvini dijo que los servicios estadounidenses los alentaron a cometer atrocidades.

## Patrocinio del terrorismo a través de los estados
El patrocinio de grupos terroristas por los estados, también es considerado terrorismo de Estado internacional. De esto están acusados países como Irán, Siria, Libia, Sudán, Corea del Norte o Estados Unidos, (enlace roto disponible en Internet Archive; véase el historial, la primera versión y la última). todos considerados por diversas organizaciones y países como estados que escogen albergar, entrenar y dar apoyo táctico-estratégico a terroristas, por lo que ha recibido diversas acusaciones de corresponsabilidad sobre las acciones terroristas de los grupos cobijados.